# Mata Mamplam
Mata Mamplam is een bestuurslaag in het regentschap Bireuen van de provincie Atjeh, Indonesië. Mata Mamplam telt 1078 inwoners (volkstelling 2010).